# William Babell
William Babell, o Babel (1689/1690 – Canonbury, 23 settembre 1723), è stato un musicista, compositore e prolifico arrangiatore di musica vocale per clavicembalo inglese.

## Biografia
Studiò musica con suo padre, Charles Babel, fagottista della Drury Lane orchestra, con Johann Christoph Pepusch e probabilmente con George Frideric Handel. Suonava il violino nella banda privata di George I, e dal 1711 ne abbiamo notizia come clavicembalista; in quell'epoca appariva spesso con William Corbett, James Paisible, e più tardi con Matthew Dubourg. Lavorò per il Lincoln's Inn Fields Theatre. Dal novembre 1718 fino alla morte fu organista nella chiesa di Tutti i Santi in Bread Street, dove gli succedette John Stanley.
La sua morte prematura fu attribuita a "costumi di intemperanza". Fu sepolto nella Chiesa di Tutti i Santi di Canonbury, nell'Islington.

## Lavori musicali
Scrisse numerosi arrangiamenti per tastiera di arie delle opere dei suoi tempi. Tali arrangiamenti vennero pubblicati in Francia, Paesi Bassi e Germania, così come in Inghilterra, e gli procurarono la stima di cui godette come musicista.
Il suo stile fu influenzato fortemente dalla sua stretta conoscenza di Handel. Secondo Johann Mattheson fu un virtuoso dell'organo migliore di Handel stesso, anche se lo storico musicale Charles Burney criticò la sua maniera di suonare gli arrangiamenti, mentre un altro storico della musica, John Hawkins riteneva più fondato il loro successo.
Tra le arie trascritte da Babell c'è Vo' far guerra, dal Rinaldo di Handel. Handel l'aveva concepita come un pezzo da solista per il suo clavicembalo ed è abbastanza significativa per il suo carattere di virtuosismo. La trascrizione di Babell fu scritta a memoria a partire dall'improvvisazione di Haendel durante un concerto.
Babell scrisse anche sonate originali per flauto, violino and basso continuo, concerti e qualche altro piccolo lavoro. I suoi movimenti lenti sono considerati esempi significativi della pratica settecentesca dell'ornamentazione e dell'improvvisazione.

## Opere stampate
- The 3rd Book of the Ladys Entertainment, or Banquet of Musick, arrangiamenti per clavicembalo (1709)
- The 4th Book of the Ladys Entertainment, arrangiamenti per clavicembalo (1716)
- Suits of the Most Celebrated Lessons, arrangiamenti per clavicembalo da Handel, parte del materiale originale (1717), ristampato come Suits of Harpsichord and Spinnet Lessons (1718)
- The Harpsichord Master Improved... with a Choice Collection of Newest and Most Air'y Lessons (1718)
- Trios de diefferents autheurs choises & mis en ordre par Mr Babel, arrangiamenti per clavicembalo (1720)
- XII Solos... with Proper Graces Adapted to Each Adagio, libro 1 (violino/oboe, clavicembalo) (c. 1725)
- XII Solos... with Proper Graces Adapted to Each Adagio, libro 2 (violino/oboe/flauto, clavicembalo)
- Concertos in 7 Parts per violini e flauto piccolo, o flauto in sesta (flauto a becco soprano in Re), op.3 (c. 1726)

Altri lavori per clavicembalo ci sono pervenuti soltanto in manoscritto.

## Partiture
- (EN) Spartiti liberi di Works for Organ and Harpsichord, in International Music Score Library Project, Project Petrucci LLC. - la trascrizione da Handel nell'edizione completa di Handel (comprende 'Vo' far guerra')